# Вулиця Скельна (Львів)
Вулиця Скельна — вулиця у Галицькому районі міста Львова, в місцевості Штіллерівка. Сполучає вулиці Шота Руставелі і Франка та утворює перехрестя з вулицею Костомарова. Вулиця Скельна є однією з найкоротших вулиць у Львові.

## Назва
- від 1695 року — Скалка;
- від 1871 року — Яблоновського бічна на Скалці;
- від 1943 року — Фельзенштрассе;
- від липня 1944 року — На Скалці (або На Скалі);
- від 1950 року — Скельна[8].

## Забудова
В архітектурному ансамблі вулиці Скельної переважають архітектурні стилі — сецесія та класицизм.
№ 1 — у будинку у міжвоєнний період містилося Галицьке лісове товариство. На початку 2000-х років тут містилися крамниця «Біля скелі», магазин «Світ шин» та хімчистка.
№ 5 — у будинку у 1970—1990-х роках містився популярний на той час бар, що мав народну назву «Сайгон». Будинок внесений до Реєстру пам'яток архітектури місцевого значення під охоронним № 272-м.